# Aethammobates prionogaster
Aethammobates prionogaster là một loài Hymenoptera trong họ Apidae. Loài này được Baker mô tả khoa học năm 1994.